# 李哲万
李 哲万（リ・チョルマン、朝鮮語: 리철만、1968年 - ）は、朝鮮民主主義人民共和国の政治家。朝鮮労働党中央委員会委員、党中央委員会農業部部長、黄海南道党委員会委員長。内閣副総理、農業相などを歴任。

## 経歴
1968年生まれ。出生地はわかっていない。2005年には、平安北道農村経営委員会副委員長に就任した。2009年には、最高人民会議第12期代議員に選出され、翌2010年には、農村経営委員会委員長に昇進した。2012年には、内閣副総理に任命され、翌2013年には農業相と兼任した。2016年5月9日に開かれた、朝鮮労働党中央委員会第7期第1回総会で、党中央委員会委員、党中央委員会農業部部長に選出された。2019年に開かれた、党中央委員会第7期第4回総会で黄海南道党委員会委員長に任命された。
2021年1月5日から開催された朝鮮労働党第8次大会で中央委員会委員に再選され、1月10日に開催された党中央委員会第8期第1回総会で同委員会農業部長に選出された。

## 参考サイト
- 북한정보포털

| 先代朴永虎 | 黄海南道党委員会委員長2019年 - | 次代現職 |

| 先代黄敏 | 農業相2013年 - 2016年 | 次代高人虎 |